# O Embuçado
O Embuçado, também chamado de Rebuçado, foi um personagem da Inconfidência Mineira, responsável por comunicar secretamente alguns dos envolvidos na conspiração, sobre a prisão de Tiradentes, ocorrida em 10 de maio de 1789, na cidade do Rio de Janeiro. Sua identidade permanece sem definição, sendo diversas as possibilidades imaginadas por historiadores.
Durante a noite de 17 para 18 de maio de 1789, um vulto, protegido por um capuz e pela bruma da madrugada, percorreu as ruas de Vila Rica, indo até as casas de Tomás Antônio Gonzaga, Claudio Manuel da Costa e de Rodrigues de Macedo, no que errou de endereço e alertou, equivocadamente, Diogo de Vasconcelos. Seu objetivo era de alertar aos três sobre a prisão de Tiradentes, ocorrida uma semana antes, permitindo que eles fugissem, antes do Visconde de Barbacena prendê-los.
A tentativa foi em vão, uma vez que tanto Gonzaga, quanto Claudio Manuel, foram presos. Gonzaga recebeu a visita dos agentes do governo durante a madrugada de 22 de maio de 1789, enquanto Claudio Manuel recebeu-os em 25 de junho de 1789.
As especulações sobre a identidade do Embuçado giram em torno das mais diferentes pessoas. Chiavenato aponta o padre José Policarpo de Azevedo, conhecido como irmão Lourenço de Nossa Senhora., opinião compartilhada por Lima Júnior. Tarquínio José Barbosa de Oliveira acredita tratar-se de Francisco Antônio de Oliveira Lopes. Orestes Risólia e Pascoal Motta supõe que Maria Doroteia, a musa de Gonzaga, seja o Embuçado.